# Harpactea zaitzevi
Harpactea zaitzevi är en spindelart som beskrevs av Dmitry Evstratievich Kharitonov 1956. Harpactea zaitzevi ingår i släktet Harpactea och familjen ringögonspindlar. Inga underarter finns listade i Catalogue of Life.